# Edfu-Projekt

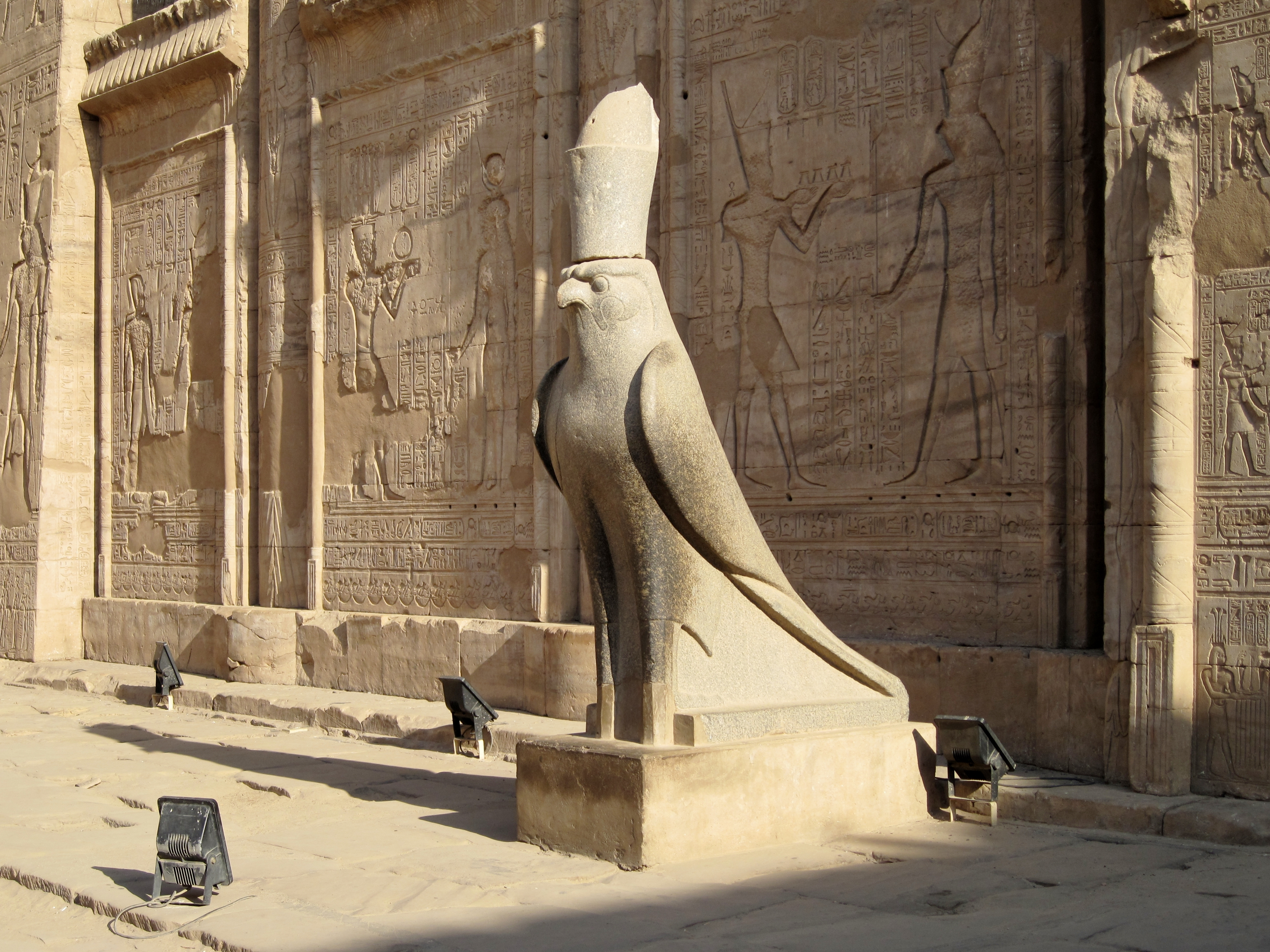
Statue des Hor-Behdeti vor dem Tempel von Edfu

Das Edfu-Projekt war ein im Jahr 1986 von Dieter Kurth gegründetes ägyptologisches Langzeitprojekt, welches sich zum Ziel gesetzt hatte, eine verlässliche Gesamtübersetzung der altägyptischen Inschriften des Tempels von Edfu in Oberägypten zu erstellen. Bis 2002 wurde das Projekt von der Deutschen Forschungsgemeinschaft (DFG) gefördert. Später war es bei der Akademie der Wissenschaften zu Göttingen beheimatet. Sitz des Projektes war Hamburg. Projektleiter war Dieter Kurth, Arbeitsstellenleiter war Wolfgang Waitkus, Wissenschaftliche Mitarbeiter waren Andreas Effland, Jan-Peter Graeff, Susanne Martinssen-von Falck, Ruth Brech und André Block.
Die Finanzierung des Projektes durch die Akademie der Wissenschaften zu Göttingen wurde 2017 beendet. Die Finanzierung bei der Akademie der Wissenschaften erfolgte im Rahmen des Akademienprogramms von Bund und Ländern. Seitdem werden die Übersetzungen allein durch Dieter Kurth fortgeführt.
Ein im Jahr 2018 in Würzburg begonnenes Projekt zur vergleichenden Untersuchung von Wandreliefs im Tempel steht in keinerlei Zusammenhang mit dem Edfu-Projekt.